# Felsőerdőfalva
Felsőerdőfalva (1892-ig Óleszna, szlovákul Stará Lesná, németül Altwalddorf) község Szlovákiában, az Eperjesi kerület Késmárki járásában.

## Fekvése
Késmárktól 10 km-re nyugatra, a Tar-patak bal partján fekszik.

## Története
A falu a 13. század végén erdőirtással keletkezett, első említése 1294-ből származik „Erdewfalva” néven, a Berzeviczy család birtoka volt. A 14. század elején Károly Róbert király adományából Kakas magiszter birtoka. 1315-ben „Menhardi”, 1394-ben „Erdoufalva” néven említik. 1720-ban Késmárk szabad királyi város tartozéka lett. 1787-ben 72 házában 508 lakos élt.
A 18. század végén Vályi András így ír róla: „Ó, és Új Leszna, Alt, und Neu Valldorf. Két német falu Szepes Várm. Ó Lesznának földes Ura Berzeviczi Uraság, fekszik Millenbachhoz nem meszsze, és annak filiája; Új Lesznának pedig földes Ura Horváth Úr, ez fekszik Nagy Szalókhoz közel, és annak filiája, lakosai katolikusok, határbéli földgyeik néhol soványak, legelőjök, és mind a’ két féle fájok van.”
Szlovák nevén csak 1808-ban említik először. 1828-ban 92 ház állt a faluban 668 lakossal. Lakói földművelésből, állattartásból, erdei munkákból, lenszövésből éltek.
Fényes Elek 1851-ben kiadott geográfiai szótárában így ír a faluról: „Ó és Új Leszna, két egymáshoz közel fekvő német falu, Szepes vmegyében, Kakas-Lomniczhoz nyugotra egy órányira, a Tátra alatt igen gyönyörü vidéken. Az elsőben lakik 120 kath., 487 evang., a másodikban 79 kath., 414 evang. lélek. Mind a két helységben van kath. és evang. templom. F. u. Berzeviczy, Szepesházy, Teőke. Késmárkhoz 3 óra.”
A 19. század végétől a falu lakói egyre inkább a tátrai idegenforgalomból éltek. A trianoni diktátumig Szepes vármegye Késmárki járásához tartozott.

## Népessége
| Év:            | 1994. | 2004.    | 2014.   | 2024.   |
| -------------- | ----- | -------- | ------- | ------- |
| Emberek száma: | 761   | 938      | 1006    | 985     |
| Eltérés:       |       | +23,25 % | +7,24 % | -2,08 % |

| Év:            | 2023. | 2024.   |
| -------------- | ----- | ------- |
| Emberek száma: | 986   | 985     |
| Eltérés:       |       | -0,10 % |

1910-ben 566, túlnyomórészt német anyanyelvű lakosa volt.
2011-ben 1007 lakosából 814 szlovák és 108 cigány volt.

## Nevezetességei
- Szent Péter és Pál apostoloknak szentelt római katolikus temploma 13. századi eredetű, a 18. század végén barokk-klasszicista stílusban építették át.
- Evangélikus temploma 1821-ben épült klasszicista stílusban.
- Haranglába 1600 körül készült.